# Dahlhausen (Wuppertal)
Dahlhausen, in älteren Karten zur Unterscheidung von dem benachbarten Dahlhausen auch Niederdahlhausen genannt, ist eine Ortslage im Wuppertaler Wohnquartier Beyenburg-Mitte im Stadtbezirk Langerfeld-Beyenburg. Die Ortslage ist aus einem frühneuzeitlichen Hof hervorgegangen.

## Geografie
Die Ortslage liegt auf 183 m ü. NHN an der Spitze eines Mäanders der Wupper an der Stadtgrenze zu Schwelm. Der Ort befindet sich am Rande der umfangreichen Werksanlagen der Papierfabrik Erfurt & Sohn und ist von weiteren Gewerbeflächen umgeben. Die Trasse der Wuppertalbahn führt südlich an der Ortslage vorbei. 
Es ist keine ursprüngliche Bausubstanz des Hofes erhalten, die geringe heutige Wohnbebauung liegt etwas südlich der ursprünglichen Hofstelle. Benachbarte Ortslagen sind Kemna, Zur guten Hoffnung, Hinterer Ehrenberg, Sondern, der abgegangene Unterste Hammer und auf Schwelmer Stadtgebiet Heusiepen, Weuste und Dahlhausen. Südlich befindet sich das Waldgebiet Sondernbusch.

## Geschichte
1715 verzeichnete Erich Philipp Ploennies in seinem Werk Topographia Ducatus Montani den Hof als n.Dahlhausen. Auf der Topographischen Aufnahme der Rheinlande von 1824 ist der Ort als Dahlhausen und auf der Preußischen Uraufnahme von 1843 unbeschriftet verzeichnet.
1815/16 lebten neun Einwohner im Ort. 1832 war Dahlhausen Teil der Honschaft Walbrecken, die nun der Bürgermeisterei Lüttringhausen angehörte. Der laut der Statistik und Topographie des Regierungsbezirks Düsseldorf als Ackergut bezeichnete Ort besaß zu dieser Zeit ein Wohnhaus und ein landwirtschaftliches Gebäude. Zu dieser Zeit lebten zehn Einwohner im Ort, alle evangelischen Glaubens. Im Gemeindelexikon für die Provinz Rheinland von 1888 werden fünf Wohnhäuser mit 155 Einwohnern angegeben.